# Állami Duma
Az Állami Duma (oroszul: Государственная дума) választott képviseleti és törvényhozói szerv Oroszországban, az Oroszországi Föderáció Szövetségi Gyűlésének (parlamentjének) alsóháza.

## Történeti áttekintés
A duma szó eredeti jelentése: gondolat, gondolkodás. Tanácsok, különféle tanácskozó testületek neve volt és maradt Oroszországban. A legtöbb regionális törvényhozó testület ma is ezt az elnevezést használja.

### Duma
A duma (hitelesebb ejtésben: dúma) kezdetben, a középkorban az orosz nagyfejedelmek tanácskozása, később pedig a leggazdagabb földbirtokosok nagyhatalmú tanácsa volt (bojár duma), utóbbi a 17. század végéig állt fenn. A 18. század utolsó évtizedeiben a városi közösségek gyűlésein ún. hattagú dumákat választottak, 1870-től a városi önkormányzatok szabályalkotó testülete volt a városi duma.

### Az Állami Duma a cári Oroszországban

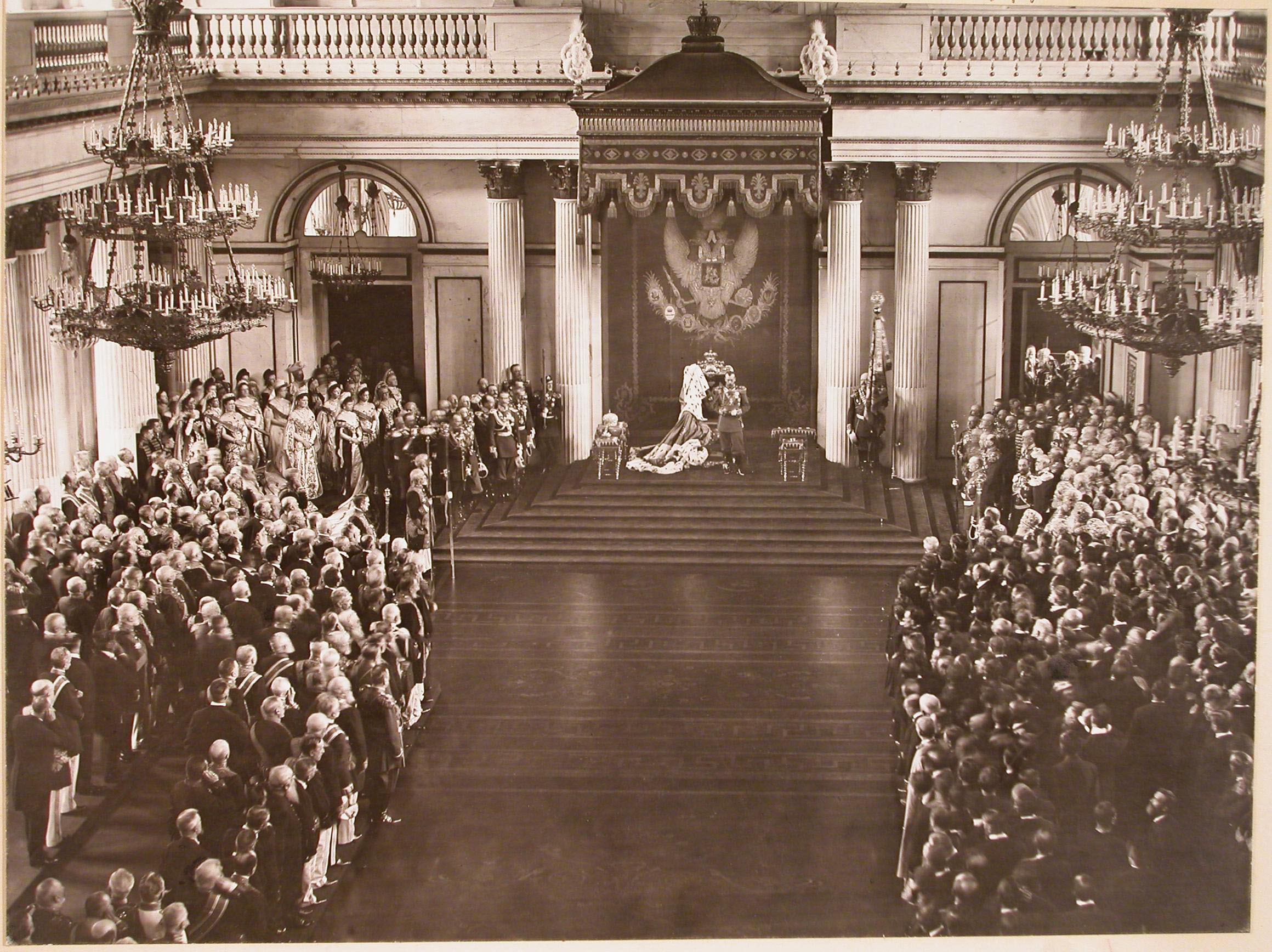
II. Miklós cár a Duma alakuló ülésén, 1906. április 27-én

Az Állami Duma mint választott törvényhozó szerv először az 1905-ös orosz forradalom eredményeképpen,  II. Miklós orosz cár 1905. augusztus 6-i rendelete nyomán, 1906. április 27-én (május 10-én) alakult meg Szentpéterváron, de hamarosan fel is oszlatták. Ugyanez lett a sorsa 1907 első felében a II. Állami Dumának is. 
Az új választójogi törvény alapján megválasztott, 1907 novemberében összeült III. Állami Duma végig kitöltötte mandátumát, nevéhez fűződik többek között a Sztolipin miniszterelnöksége idején kidolgozott agrárreform törvényeinek elfogadása. 
A IV. Állami Duma (1912 novemberétől 1917 végéig) fontos szerepet játszott az 1917-es februári polgári demokratikus forradalom idején. A bolsevikok az októberi forradalom győzelme után feloszlatták.

## Az Állami Duma az Oroszországi Föderációban
Az Állami Duma intézményét 76 évvel feloszlatása után, a Borisz Jelcin elnöksége idején megalkotott és 1993. december 12-én népszavazáson elfogadott alkotmány hívta életre. Ugyanezen a napon választották meg képviselőit és a Szövetségi Gyűlés képviselőit is, átmenetileg két évre. 

### Választások
A 450 tagú alsóházat a 2011-es választásokig 4 éves időtartamra választották. Az 1993., az 1995., az 1999. és a 2003. évi választásokon a képviselők felét egyéni választókerületekben többségi alapon, másik felét szervezetek – általában pártok – listáin, a listákra adott szavazatok arányában választották meg. Listáról csak azon pártok jelöltjei juthattak mandátumhoz, amelyeknek listája országosan elérte az 5%-os arányt. 
2005-ben Vlagyimir Putyin elnök kezdeményezésére a törvényt úgy változtatták meg, hogy az első lehetőséget eltörölték, vagyis személyek közvetlenül nem jelölhetők és nem juthatnak mandátumhoz, hanem csakis pártlistákon; a bejutáshoz szükséges „küszöböt” pedig 5-ről 7%-ra emelték. Ezt a változtatást az ellenzék több képviselője élesen bírálta, mivel az szerintük éppen a kisebb pártokat sújtja, melyek így kiszorulnak a törvényhozásból.

### Hatáskörök
Az alkotmány az Állami Dumát többek között az alábbi hatáskörökkel ruházza fel:
- hozzájárul az elnök által indítványozott személy kormányfői kinevezéséhez
- dönt a kormány ellen benyújtott bizalmatlansági indítványról
- kinevezi és felmenti a Központi Bank elnökét
- kinevezi és felmenti az emberi jogok biztosát
- amnesztiát hirdet
- eljárást kezdeményez az elnök lemondatására

A Duma a törvényeket egyszerű szótöbbséggel, az alkotmánymódosítást igénylőket 2/3-os többséggel fogadja el. Az elfogadott törvényeket jóváhagyásra a Szövetségi Gyűléshez (a felsőházhoz) küldik át, majd azokat jóváhagyás után az elnök ellenjegyzi.
Az alsóház munkáját az elnök és helyettesei irányítják. A képviselői munka bizottságokban folyik, a képviselők frakciókat alakíthatnak.

### Az Állami Duma elnökei
- Ivan Petrovics Ribkin (1994. január – 1996. január)
- Gennagyij Nyikolajevics Szeleznyov (1996. január – 2000. január)
- Gennagyij Nyikolajevics Szeleznyov (2000. január – 2003. december 29.)
- Borisz Vjacseszlavovics Grizlov (2003. december 29. – 2007. december 24.)
- Borisz Vjacseszlavovics Grizlov (2007. december 24. – 2011. december 21.)
- Szergej Jevgenyjevics Nariskin (2011. december 21. – 2016. október 5.)
- Vjacseszlav Viktorovics Vologyin (2016. október 5. –)

## A 2003-ban megválasztott Állami Duma

### A képviselői helyek megoszlása

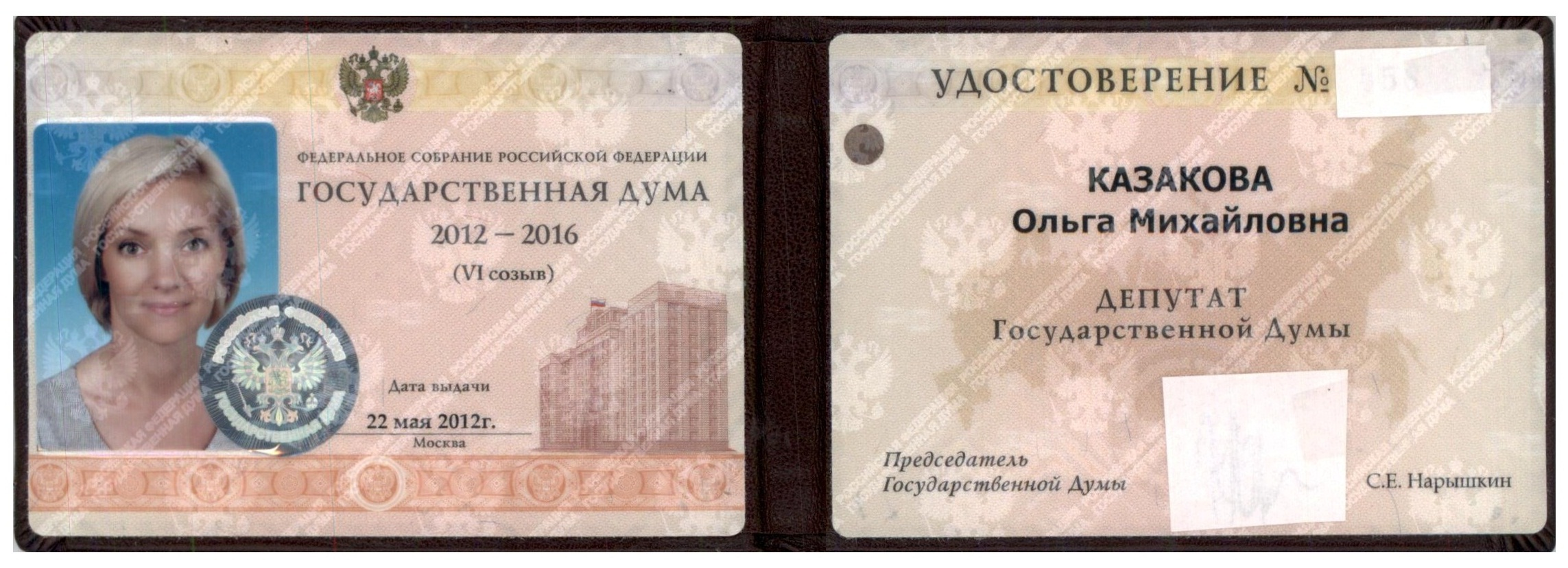
igazolvány

- Egységes Oroszország: 221 hely (37,1%)
- Függetlenek: 67 hely
- Kommunista Párt: 51 hely
- Rogyina választási blokk: 37 hely
- Liberális Demokrata Párt: 37 hely
- Egyéb: 18 hely
- Néppárt: 16 hely
- Agrár tömörülés: 3 hely

## Frakciók
- Egységes Oroszország (Единая Россия): 238 fő (52,9%)
- Kommunista Párt (Коммунистическая партия Российской Федерации): 92 fő (20,44%)
- Igazságos Oroszország (Справедливая Россия): 64 fő (14,22%)
- Liberális Demokrata Párt (Либерально-демократическая партия России): 56 fő (12,44%)